# Continental O-170
Continental O-170 è il nome di una famiglia di piccoli motori aeronautici 4 cilindri boxer, identificati dalle designazioni aziendali A50, A65, A75 e A80, dove il numero indica la potenza del motore espressa in hp.
Questa linea di motori è stata progettata e costruita dalla Continental Motors a partire dagli anni quaranta, trovando impiego su aerei leggeri sia civili che militari
I motori della famiglia, tutti quattro cilindri boxer, sono identici in: aspetto, alesaggio, corsa, peso a secco e cilindrata. Tutti i modelli hanno l'alimentazione a carburatore, con quest'ultimo posto sotto al motore. Le varianti con potenza più elevata differiscono solo nel rapporto di compressione, nel regime di rotazione massimo ammissibile, più in altre piccole modifiche. Le versioni a potenza inferiore sono tutte convertibili nelle versioni a potenza superiore.

## Storia del progetto
In tutti i modelli della famiglia le testate sono in lega di alluminio, avvitate su barre d'acciaio. L'alloggio della candela e le sedi delle valvole di aspirazione sono in una lega di alluminio-bronzo, mentre le sedi delle valvole di scarico sono in acciaio. Tutti i motori impiegano punterie idrauliche che lavorano su guide in alluminio lavorate nel basamento. 
L'olio lubrificante viene pescato dal carter, dalla capienza di 4 quarti statunitensi (3,79 L), e viene distribuito in pressione ai cuscinetti a sfera e ai perni di manovella dell'albero a gomiti. Le pareti di cilindri e pistoni sono lubrificate a spruzzo. La pressione dell'olio varia dal minimo di 10 psi fino ai 35 psi in condizioni normali.

## Varianti
A50 (designazione militare O-170-1)
50 hp (37 kW), rapporto di compressione 5,4:1, regime massimo 1 900 rpm, consumo specifico 14,38 L/ora.
A50-1
A50-2
A50-3
A50-4
A50-5
A50-6
A50-7
A65  (designazione militare O-170-3)
65 hp (48 kW), rapporto di compressione 6,3:1, regime massimo 2 300 rpm, consumo specifico 16,66 L/ora. Le valvole di scarico hanno la superficie in stellite. I pistoni hanno tre fasce elastiche, quattro in alcuni esemplari di prima produzione.
A65-1
A65-2
A65-3
A65-4
A65-5
A65-6
A65-7
A65-8
A65-8F
A65-9
A65-85
A75 (designazione militare O-170-5)
75 hp (48 kW), rapporto di compressione 6,3:1, regime massimo 2 600 rpm, consumo specifico 18,17 L/ora. Le valvole di scarico hanno la superficie in stellite e le bielle hanno un foro di 3 mm in testa per migliorare la lubrificazione. I pistoni hanno tre fasce elastiche e spinotti più piccoli.
A75-1
A75-2
A75-3
A75-4
A75-5
A75-6
A75-14
A80 (designazione militare O-170-7)
80 hp (60 kW), rapporto di compressione 7,55:1, regime massimo 2 700 rpm, consumo specifico 19,68 L/ora. Le valvole di scarico hanno la superficie in stellite e le bielle hanno un foro di 3 mm in testa per migliorare la lubrificazione. I pistoni hanno cinque fasce elastiche e spinotti più piccoli.
A80-1
A80-2
A80-3
A80-4
A80-5
A80-6
A80-8

## Applicazioni
A50
- Aeronca KCA
- Aeronca 50C
- Aeronca 50TC
- Aeronca S50C[3]
- Luscombe 8[3]
- Piper J-3[3]
- Piper J-4[3]
- Porterfield CP50[3]
- Porterfield CP55[3]
- Taylorcraft BC[3]
- Taylorcraft BCS[3]

A65
- Aeronca L-3
- Aeronca S65C
- Aeronca S65CA[3]
- Aeronca 65F
- Aeronca 65CA[3]
- Aeronca Champion
- Airdrome Fokker D-VIII
- Bearhawk LSA
- Christavia Mk I
- Circa Reproductions Nieuport
- Coupé-Aviation JC-01
- Ercoupe 415C[3]
- E & P Special
- Falconar F11 Sporty
- Fisher Celebrity
- Fisher Dakota Hawk
- Helmy Aerogypt[4]
- Henderson Little Bear
- Interstate SIA Cadet[3]
- Jameson RJJ-1 Gipsy Hawk
- Jodel D.112
- Luscombe 8A[3]
- Luscombe 10
- Piper J-3[3]
- Piper J-4A[3]
- Porterfield CP65[3]
- Rearwin Skyranger 165[3]
- Smith Miniplane[5]
- Stolp SA-900 V-Star
- Taylorcraft BCS
- Taylorcraft BCS12
- Taylorcraft 65[1][3]
- Tayorcraft BC
- Taylorcraft BC1265
- Taylorcraft BCT[1][3]
- Taylorcraft L-2
- Taylorcraft Tandem[3]
- Turner T-40
- Warner Revolution I
- Wolf W-11 Boredom Fighter

A75
- Bearhawk LSA
- Culver LCA[3]
- Jodel D.121
- Luscombe 8C
- Luscombe 8D[3]
- Piper J-4E[3]
- Piper J-5[3]
- Porterfield 75C[3]
- Rearwin Skyranger 175[3]
- Stinson HW75[3]

A80
- Harris Geodetic LW 108
- Shirlen Big Cootie
- Vought V-173